# Gil Fuller
Walter Gilbert „Gil“ Fuller (* 14. April 1920 in Los Angeles; † 26. Mai 1994 in San Diego) war ein US-amerikanischer Jazz-Arrangeur des Bebop. Er arbeitete mit Dizzy Gillespie.

## Leben
Gil Fuller studierte an der New Yorker Universität, ging danach zur Westküste zurück und wurde Arrangeur für Les Hite 1940–42 und Floyd Ray. Mit Ray kam er 1938 erneut nach New York und arbeitete später für Jimmie Lunceford und Tiny Bradshaw. Als Billy Eckstine 1944 sein großes Orchester gründete, wurde er dessen Arrangeur. Außerdem arbeitete er in dieser Zeit für Benny Carter, Benny Goodman, Woody Herman, Count Basie, Machito und Tito Puente. Später half er dabei die Dizzy Gillespie Big Band von Gillespie zusammenzustellen, deren Leiter er wurde und für die er mehrere Kompositionen schrieb und die Arrangements lieferte, wie für die Werke Manteca, Swedish Suite oder One Bass Hit. Er gründete nach 1957, als er New York wieder verließ und sich in seiner Heimatstadt Los Angeles niederließ, einen eigenen Musikverlag, arbeitete als Produzent und wirkte nur noch zeitweise als Arrangeur, wie für Stan Kenton 1955, James Moody oder Ray Charles 1962. 1965 arbeitete er erneut mit Gillespie für dessen Konzert auf dem Monterey Jazz Festival zusammen und organisierte dessen Big Band für eine Europatournee.
Fuller leistete als wichtigster Arrangeur des Bebop entscheidende Beiträge zur Übertragung des modernen Jazz ins großorchestrale Klangbild. Seine Komposition „Things To Come“ wurde zum geradezu programmatischen Motto des sich damals durchsetzenden Bebop. Dizzy Gillespie würdigte Fuller in seiner Autobiographie: Niemand kann Walter in Sachen Organisation und Arrangement übertreffen.

## Diskographie
- Benny Carter: The Deluxe Recordings (Swingtime, 1944)[2]
- Kenny Clarke: Kenny Clarke And His 52nd Street Boys – auf: Fats Navarro: The 1946-1949 Small Group Sessions, Vol. 1 (Blue Moon)
- Gil Fuller And His Orchestra: The Bebop Boys (Savoy, 1949 (Anthologie))[3]
- Dizzy Gillespie: Jazz Gallery (RCA)
- Dizzy Gillespie: The Monterey Festival Jazz Orchestra (Blue Note, 1965)